# 앨런 배니스터
앨런 배니스터(Alan Bannister, 1951년 9월 3일 ~ )는 미국의 전 프로 야구 선수로, 메이저 리그 베이스볼(MLB)에서 외야수, 2루수, 유격수로 뛰었다. 12시즌 동안 필라델피아 필리스, 시카고 화이트삭스, 클리블랜드 인디언스, 휴스턴 애스트로스, 텍사스 레인저스에서 선수 생활을 했다.